# Mars 1862

## Événements

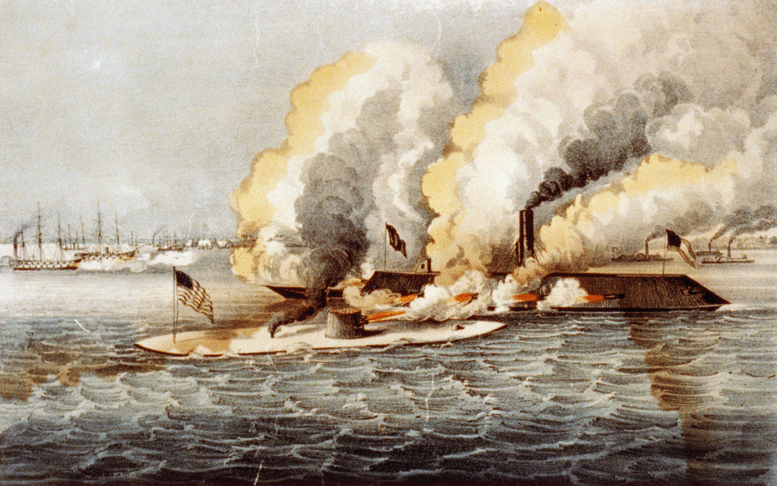
9 mars : combat de Hampton Roads

- 8 - 9 mars, États-Unis : combat de Hampton Roads. Le premier combat entre deux cuirassés oppose le Merrimack, armé par les sudistes, et le Monitor, appartenant aux nordistes. Il n’y a pas de vainqueur.

- 11 mars : signature du Traité d'Obock, établissant un protectorat français sur le nord du golfe de Tadjourah (République de Djibouti). La France acquiert la rade d'Obock et achète le site de Djibouti pour 10 000 thalers au sultan afar de Raheito.

- 16 mars : El Hadj Oumar Tall conquiert la ville d'Hamdallaye, capitale de l'Empire peul du Macina. Le roi du Macina Amadou Amadou fait alliance avec le roi de Ségou pour résister à El Hadj Omar.

- 29 mars : traité de libre-échange avec la France signé par la Prusse au nom du Zollverein. Ce traité est ressenti à Vienne comme une humiliation. L’Autriche, qui ne cesse depuis 1859 de ce concilier la Prusse au détriment de ses relations avec les autres États allemands, et qui s’est vu refusé en août 1860 une demande d’adhésion au Zollverein, voit un État non germanique obtenir des avantages commerciaux supérieurs aux siens.

## Naissances
- 6 mars : Guerrita (Rafael Guerra Bejarano), matador espagnol († 21 février 1941).
- 15 mars : Jules Lagae, sculpteur belge († 2 juin 1931).
- 28 mars : Aristide Briand, président du Conseil français († 7 mars 1932).

## Décès
- 1er mars : Peter Barlow, mathématicien et physicien britannique.
- 17 mars :
  - Jacques Fromental Halévy, compositeur français, auteur de La Juive.
  - Jan Adam Kruseman, peintre néerlandais (° 12 février 1804).